# گینگ لیجوان
گینگ لیجوان (انگلیسی: Geng Lijuan؛ زادهٔ ۱۵ ژانویه ۱۹۶۳) یک بازیکن تنیس روی میز اهل جمهوری خلق چین است.
وی در مسابقات کشوری و بین‌المللی در مجموع برنده ۴ مدال طلا، ۲ مدال نقره شده‌است.